# Les Halles (Narbona)
Les Halles (en francés "Les Halles", al español «Las Salas») es el principal mercado de la ciudad francesa de Narbona. Está situado en el centro de la ciudad junto al canal Robine. En 2022 recibió el galardón de la televisión pública TF1 como el mercado más bonito del país.

## Características
El mercado abre todos los días del año entre las 7 y las 14 horas y ofrece en sus 75 puestos todo tipo de productos, desde charcuterías a queserías, pescaderías o carnicerías pasando por bares o floristerías.

## Historia
La decisión para crear el mercado data de mediados del siglo XIX pero no sería hasta 1894 cuando se acardó la construcción por retrasos debido a la financiación y por motivos logísticos. La construcción comenzó en 1898 y su apertura pública se realizó en 1901.

## Galería de imágenes

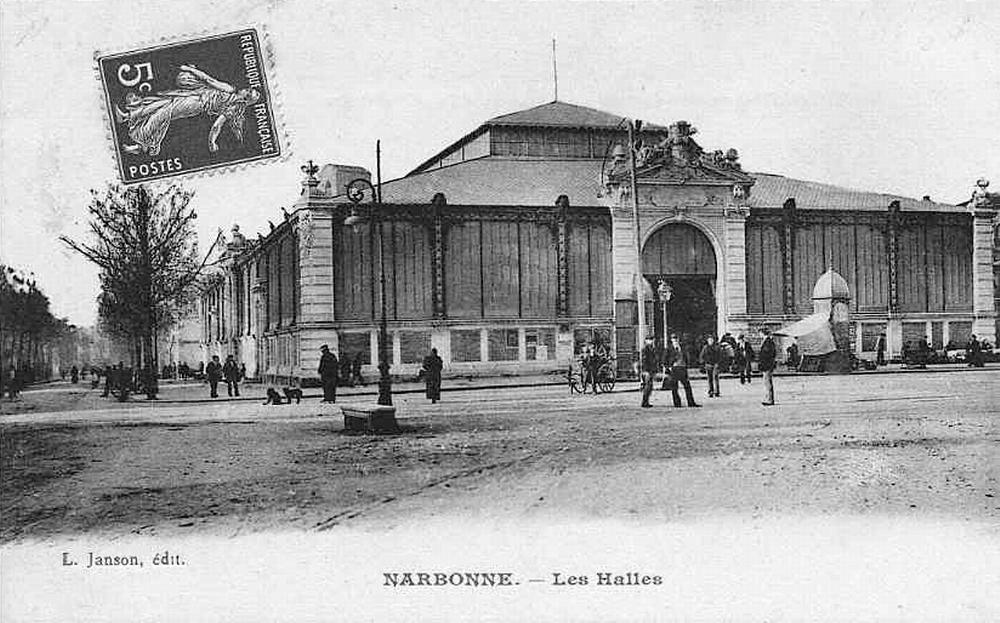
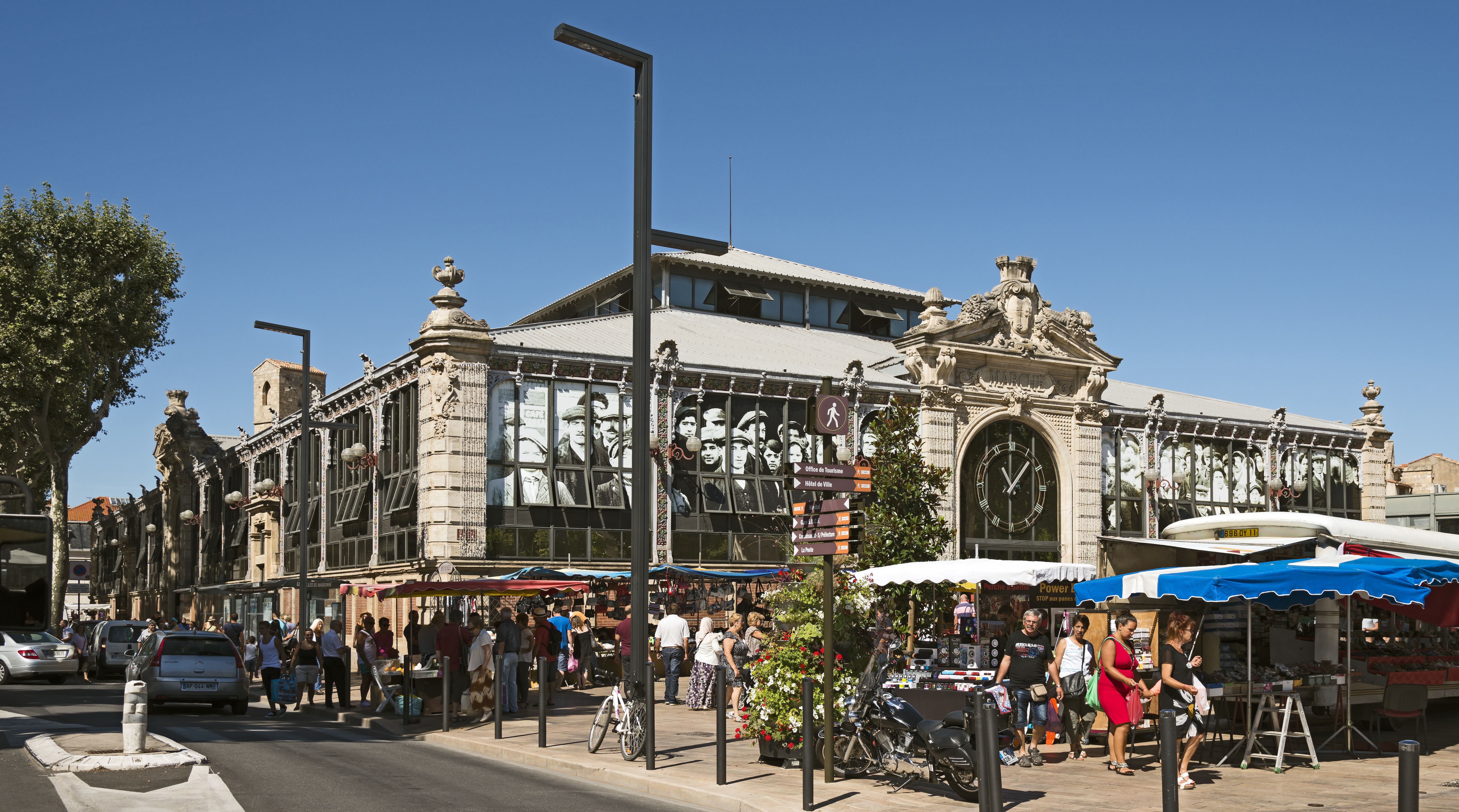
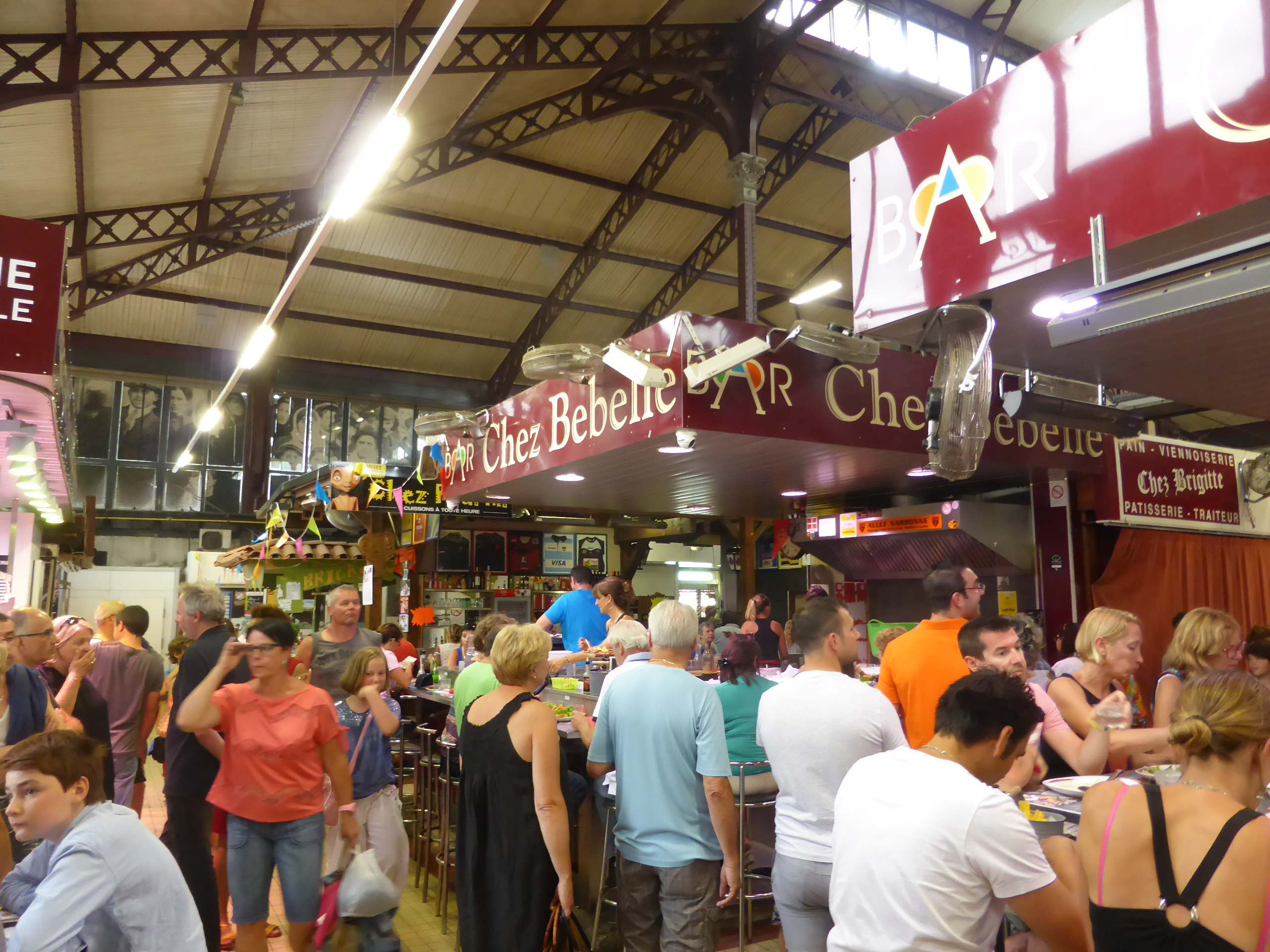
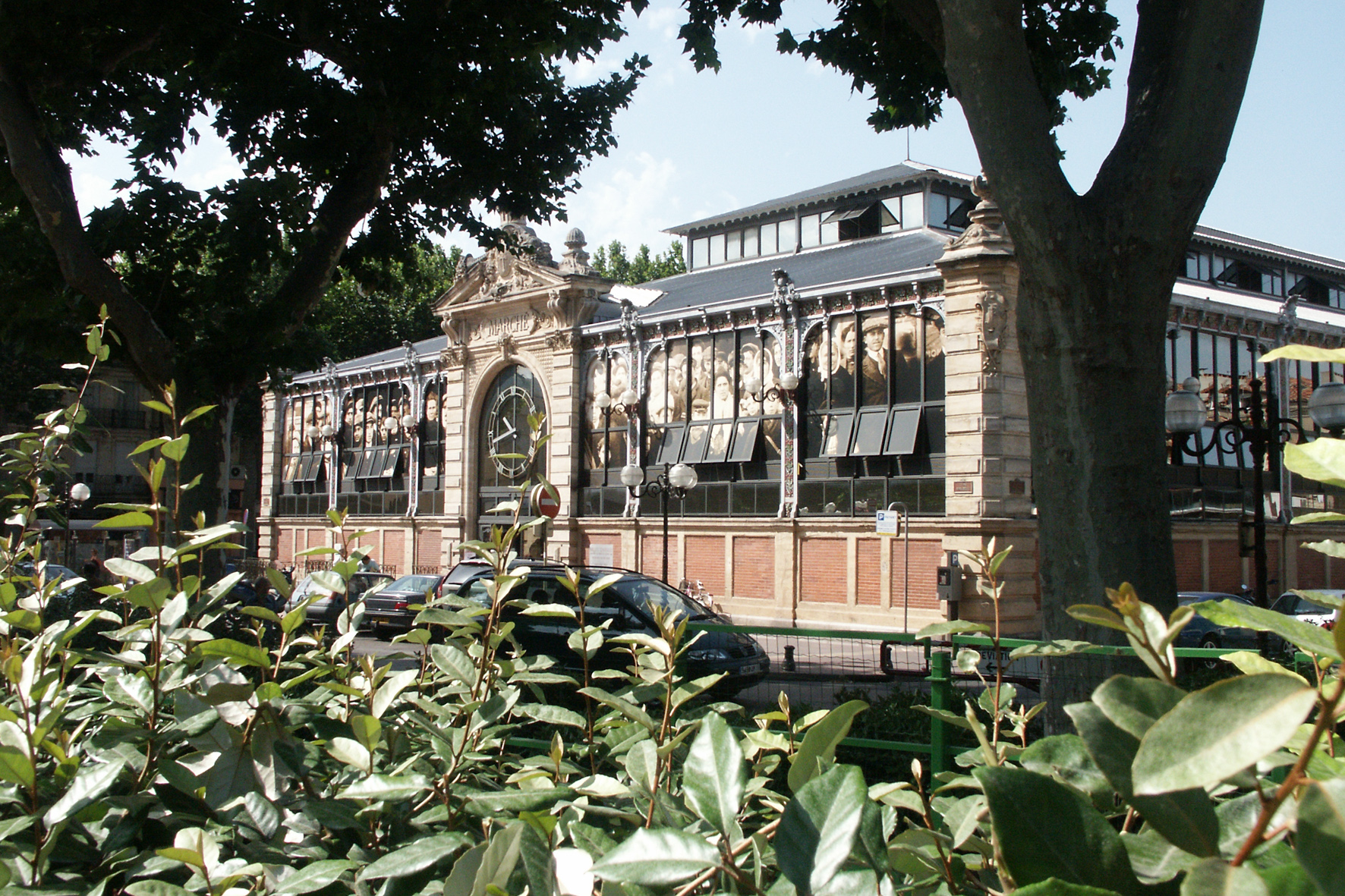